# Натко Фарма
Natco Pharma Ltd е индийска фармацевтична компания, произвеждаща активни фармацевтични съставки.

## Преглед
Основните области на работа – разработването на лекарства за борба с вирусни (включително хепатит С) и рак.
Natco Pharma оперира в Индия, САЩ, Европа и Азия. Филиалите са разположени в Северна и Латинска Америка, Азиатско-Тихоокеанския регион, Близкия Изток и Югоизточна Азия.
Първоначално компанията се нарича Natco Fine Pharmaceutical Ltd. Тя става официално публична от юли 1992 г. През февруари 1993 г. тя променя името си на Natco Pharma (NPL).
Продуктовата гама на Natco Pharma Limited е повече от 500 лекарствени наименования и непрекъснато се разширява чрез фундаментални изследвания и сътрудничество в областта на технологиите.
Компанията произвежда такива лекарства като Софосбувир, Даклатасвир, Леналидомид, Ентекавир, Деферазирокс, Ледипасвир, Иматиниб, Бендамустин, Бортезомиб, Хлорамбуцил, Велпатасвир и други.
NPL е производител на лекарства за Ranbaxy и Parke Davis и е сертифицирана по ISO 9002 компания, която позволява развитие на износа. Natco Pharma Ltd е започнал собствен процес на регистрация на търговска марка в повече от 20 държави.
За да влезе в пазара на САЩ, NPL създаде дъщерно дружество на Natco Pharma в Съединените щати и влезе в изследователско сътрудничество с Регионалната изследователска лаборатория Джаму, Центъра за клетъчна и молекулярна биология за синтетични пептиди и Централния институт за кожни изследвания.
Natco Laboratories, Natco Parenterals и Karanth Pharmaceuticals се обединиха с водещата компания NPL, за да осигурят голяма база от активи и да увеличат високотехнологичните възможности.

## Местоположение
Зарегистрированный офис находится в городе Хайдарабад, штат Телангана, Индия.
Регистратор – Venture Capital & Corporate Investments Pvt. Ltd.

## Представителства в Русия и страните от ОНД
Natco Pharma няма официални представителства в Русия и страните от ОНД.

## Управление на компанията
- VC Nannapaneni – председател и управляващ директор,
- Раджев Нанапанени – заместник-председател и главен изпълнителен директор,
- Vivek Chhachhi – Non Exe.Non Ind.Director,
- TV Rao е независим режисьор
- Г. С. Мърти – независим директор,
- Генерална дирекция Прасад – независим директор,
- U.R Naidu – независим директор,
- Лила Дигумарти – независим директор,
- PSRK Prasad – изпълнителен вицепрезидент по инженерство,
- D Linga Rao – директор и председател (технически въпроси).[3]

## История на компанията
Компанията започва дейността си през 1981 г. Днес тя има свои изследователски центрове и повече от 4000 квалифицирани учени. Продуктите от NPL се изнасят в САЩ, Австралия, Канада, Бразилия, Европа, страните от ОНД, Виетнам, Хонконг, Китай, Холандия, Нигерия, Танзания и Кения и др.
Natco Pharma Limited е сертифициран от Световната здравна организация и произвежда продукти за Ranbaxy Laboratories Ltd., Eskayef Ltd., Parke Davis (I) Ltd., Fulford India Limited, Cadila Ltd., John Wyeth India Ltd., ICI Ltd. и SOL Pharmaceuticals Ltd.

## Хронология
1996 г. – освобождаване на лекарството Sumatriptan срещу мигрена под собствена марка.
1997 г. – Natco Pharma Limited сключи споразумение, предоставящо правото да продава Natco продукти в Русия и други страни от ОНД. Сливането на дружествата от групата е Natco Pharma, Natco Laboratories, Natco Parenterals и Dr. Karanth Pharma Chemical Labs.
1998 г. – Natco Pharma Ltd сключва споразумение с американския фармацевтичен гигант Mallin Krodt за производство и износ на Naproxen.
2002 г. – Natco Pharma Ltd получи одобрение от Администрацията за терапевтични стоки (TGA), Австралия, за своето съоръжение Mekagood.
2003 г. – издаване на антираковото лекарство Imatinib под собствена марка.
Освобождаване на лекарство, съдържащо золедронова киселина за инжектиране. Natco Pharma стана втората компания, която стартира производството на това лекарство в света.
Освобождаването на лекарството Letrozole за лечение на напреднал рак на гърдата при жени в менопауза.
Поръчайте Rs 35-fr за износ на Citalopram Hydrobromide (използван като антидепресант за лечение).
2004 г. – Natco Pharma пуска лекарство против рак, отваря онкологично отделение. През същата година той пуска лекарство за лечение на рак на простатата и лекарство за рак на яйчниците.
2005 г. – Natco Pharma Limited подписва Меморандум за разбирателство (MoU) за обмен на технологии, свързани с производството на ракови продукти. Стартира и лекарството Вориконазол.
2006 г. – Natco обявява старта на Pemetrexed за лечение на недребноклетъчен рак на белия дроб.
2007 г. – Natco обявява излизането на контрацептив от световна класа.
2010 г. – Natco Pharma лансира Бендамустин и Анастрозол в САЩ.
2011 г. – Natco, заедно с американската компания Levomed LLS, сформират друга компания, Natcofarma Do Brasil, за дистрибуция на лекарства в Бразилия.
2012 г. – компанията получава Световната награда „Златен паун“ за своето развитие.
Natco обявява стартирането на лекарства за рак на бъбреците и печени.
2015 г. – Natco стартира производството на Sofosbuvir в Непал.
2016 г. – Natco пуска първата капсула Tamiflu в САЩ.

## Политика за ценообразуване на компанията
Natco Pharma Ltd произвежда аналози на скъпи, добре познати, маркови лекарства, което ги прави достъпни за пациенти с ниски доходи. Така през 2012 г. индийска компания оттегли патент за лекарство срещу рак, произведен от Bayer, заявявайки, че ще продава генерични лекарства Tosilat Sorafenib за 3 процента от цената, таксувана от Bayer от Германия за оригинала. Днес Natco продава лекарството в Индия за $ 174. Оригиналният наркотик Bayer се продава за 5500 долара.
През 2015 г. Natco, под собствената си марка, пусна Sofosbuvir – лекарство, използвано за лечение на хроничен хепатит C, аналог на Sovaldi (Sovaldi), което се произвежда от американската компания Gilead. Цената за бутилка за лекарство е определена на около 20 хиляди рупии, което е около 300 долара. 12-седмичен курс струва около 945 долара (тоест 12 пъти по-евтино от оригинала в Съединените щати).
През май 2017 г. индийска компания пусна лек срещу рак на кръвта на цена 5000 – 000 рупии, което е 98% по-ниско от цената в Съединените щати. Помалидомид е предназначен за пациенти с множествен миелом (вид рак на кръвта). Лекарството се продава от Celgene Inc в САЩ под търговската марка „Pomalyst“. Natco ще продава pomalidomide капсули под собствената си марка в Индия.
През октомври 2017 г. акциите на Natco Pharma Ltd нараснаха с 20%, след като американската администрация по храните и лекарствата (FDA) одобри генеричното лекарство Copaxon, разработено от Natco в партньорство с холандската компания Mylan. Това лекарство се използва за лечение на множествена склероза. Оригиналният наркотик се произвежда и продава от израелската компания Teva. През 12-те месеца до 31 юли 2017 г. Copaxone продава 20 mg в дозировка от 700 милиона долара, при доза от 40 mg – 3,6 милиарда долара.
- Официален уебсайт на Natco Pharma на английски Архив на оригинала от 2020-05-13 в Wayback Machine.
- Официален сайт на Natco Pharma на руски език